# Kristian Vasilev
Kristian Vasilev, född 18 november 1991, är en bulgarisk roddare.
Vasilev tävlade för Bulgarien vid olympiska sommarspelen 2016 i Rio de Janeiro, där han tillsammans med Georgi Bozhilov slutade på 9:e plats i dubbelsculler.